# 나카가와촌 (아오모리현)
나카가와촌(中川村)은 아오모리현 기타쓰가루군에 설치되었던 촌이다. 현재의 고쇼가와라시에 해당한다.

## 연혁
- 1889년 4월 1일 - 정촌제 시행에 의해 기타쓰가루군 가와야마촌, 신구촌, 나가하시촌, 다가와촌, 다네이촌, 오키이즈메촌, 사쿠라다촌이 합병되어 나카가와촌을 발족하였다.
- 1954년 10월 1일 - 고쇼가와라정, 사카에촌, 미요시촌, 나가하시촌, 마쓰시마촌, 이즈메촌과 합병해 시제를 시행해 고쇼가와라시가 되었다.